# 烏弗格拉本河
50°01′10″N 10°20′52″E / 50.019494°N 10.347723°E
烏弗格拉本河是德國的河流，位於該國東南部，由巴伐利亞負責管轄，該河流屬於美因河的右支流，河道全長3.2公里，流經蓋德海姆。